# カルカ河畔の戦い (1380年)
カルカ河畔の戦い（カルカかはんのたたかい）は、1380年にバトゥ・ウルス（ロシア側からの呼称は青帳汗国）西部の事実上の支配者であるママイと、オルダ・ウルス（ロシア側からの呼称は白帳汗国）のトクタミシュ・ハンとの間で行われた戦い。

## 背景
1359年にウズベク・ハンの孫のベルディベク・ハンが死ぬとバトゥ・ウルスでは王統が断絶し、1379年までの20年間に21人以上のハンが交代するという混乱状態に陥った。バトゥ・ウルスの内紛の中から台頭したのがキヤト氏族出身のママイで、ママイはテムル・ホージャ・ハンを殺害してバトゥ・ウルスの西半を統一したが、チンギス・カンの子孫でないために自らハンとなることはできなかった。そこで、ママイはアブドゥッラー・ハンを擁立して傀儡とし、自らはその筆頭大臣となり事実上の支配者として振る舞った。
ママイの支配するヴォルガ以西一帯はママイ・オルダとも呼ばれ、特にクリミア地方では確固たる支持を得ていた。ママイの権勢はルーシ諸公国にも及び、『ニコン年代記』によるとモスクワ公ドミートリー・ドンスコイは「ママイ公、帝王（ハーン）、帝妃、諸公たち」の順で敬意を表したという。
1380年、ママイは貢納を拒否したモスクワ大公国への大規模な懲罰作戦を計画した。しかし、モスクワ軍はママイが全軍を集めるよりも早く集結し、クリコヴォの戦いでママイ軍を破った。ママイは敗走したもののモスクワ側の被害も甚大で追撃する余力はなく、ママイは自らの本拠地で再起を図り「再びルーシの地全土を急襲しようと考え、残余の自軍を集めた」。しかし、今度は東方のオルダ・ウルス君主トクタミシュがママイの窮状を知ってママイに攻撃を仕掛けることとなった。

## 戦闘
1378年、オルダ・ハンの子孫たるトクタミシュは中央アジアのテムル（ティムール）の後ろ盾を得てオルダ・ウルス当主の地位に就き、ついでシバン・ウルスやバトゥ・ウルス東部（サライ一帯）を平定していた。ママイがクリコヴォの戦いで敗れたことを知ったトクタミシュはこれを好機と見てママイ・オルダへの出兵を開始した。
トクタミシュは「カラ・キシ（チンギス・カンの血を引かない平民の身分）」たるママイが事実上の君主として遊牧民を支配していることを非難し、これに同調したシバン・ウルスのアラブシャーらの支持を得た。ルーシの年代記によるとママイ軍とトクタミシュ軍の間で1380年10月から11月にかけてカルカ川で戦闘が行われ、勝利を収めたトクタミシュはママイの勢力を併呑した。トクタミシュの追撃を逃れたママイはクリミア方面に向かい、ジェノヴァ人居留地であるカッファに逃れたが、ママイの財産を狙ったジェノヴァ人によって殺害されたという。ただし、以上の「カルカ河畔の戦い」に関する記録はルーシ側にのみ伝えられており、モンゴル側のペルシア語史料には「トクタミシュは激戦の末にママイを破って捕殺した」ことのみを伝えている。
1380年のカルカ河畔での勝利の結果、トクタミシュは20年ぶりにジョチ・ウルスの再統一を達成することに成功した。